# Платинум Арена (Красноярск)
«Пла́тинум Аре́на Красноя́рск» —  спортивно-зрелищный комплекс с ледовой ареной на 7 046 зрителей. Расположен в Свердловском районе города.

## История
Ледовый дворец построен компанией «Русская платина» и подарен после ввода в эксплуатацию Красноярскому краю в рамках соглашения о сотрудничестве между Правительством Красноярского края и ООО «Русская платина» к играм XXIX Всемирной зимней универсиады 2019 в Красноярске. На арене прошли церемонии открытия и закрытия игр, а также соревнования по фигурному катанию.
С  24 по 29 декабря 2019 года во дворце прошёл Чемпионат России по фигурному катанию 2020.
9 декабря 2020 года стал лауреатом номинации «Объект спорта России» на Национальной спортивной премии..
С 20 по 25 декабря 2022 года во дворце прошёл Чемпионат России по фигурному катанию 2023.

## Команды
Является домашней ареной для красноярских хоккейных команд: «Сокол», «Красноярские рыси» и «Бирюса». Свой первый матч на данной арене хоккеисты «Сокола» провели в рамках товарищеской игры 10 августа 2018 против ангарского «Ермака». Победу в нём одержали ангарчане — 1:3.